# Ksenija Balta
Ksenija Balta (* 1. November 1986 in Minsk, BSSR, UdSSR) ist eine estnische Leichtathletin, die im Sprint sowie im Weitsprung an den Start geht. 

## Sportliche Karriere
Balta begann ihre sportliche Karriere als Siebenkämpferin. Bei den Junioreneuropameisterschaften 2005 in Kaunas gewann sie mit 5745 Punkten die Bronzemedaille. Bei ihrem ersten internationalen Großereignis bei den Senioren, den Halleneuropameisterschaften 2005 in Madrid wurde sie mit 3711 Punkten 14. im Fünfkampf. Am 1. Juni 2006 erzielte sie im Rahmen des Siebenkampfs in Arles mit einer Zeit von 23,05 s über die 200 Meter estnischen Rekord. Den Wettkampf beendete sie mit persönliche Bestleistung von 6180 Punkten. In diesem Jahr gewann sie erstmals den Estnischen Meistertitel im Siebenkampf. Bei den Europameisterschaften 2006 in Göteborg ging sie über die 100 Meter und im Weitsprung an den Start. Im 100-Meter-Wettbewerb scheiterte sie mit Landesrekord von 11,47 s in der ersten Runde. Bei der Weitsprungqualifikation konnte sie nach ungültigen Versuchen nur noch einen Sicherheitssprung machen und schied mit einer enttäuschenden Weite von 6,03 m als Zwölfte in der Qualifikationsgruppe A aus. Vier Tage später zeigte sie ihr Potential bei einem Wettkampf im heimischen Tallinn, als sie mit 6,80 m, die bei den Europameisterschaften zum Gewinn der Bronzemedaille gereicht hätten, ihren dritten estnischen Landesrekord in diesem Jahr erobern konnte. Im Februar ersprintete Balta in Kuressaare über die selten gelaufenen 50 Meter mit einer Zeit von 6,35 s ihren vierten Landesrekord. Bei den Olympischen Sommerspielen 2008 in Peking startete sie wieder im Weitsprung, wo sie jedoch erneut mit einer Weite von 6,38 m in der Qualifikation scheiterte. Dass sie erneut unter Wert geschlagen worden war, bewies Balta beim Leichtathletik-Weltfinale in Stuttgart, wo sie den zweiten Platz hinter Naide Gomes belegen konnte. Im März 2009 gelang ihr dies auch erstmals bei einem internationalen Großereignis. Mit einer Weite von 6,87 m gewann sie mit Landesrekord und Weltjahresbestleistung die Goldmedaille bei den Halleneuropameisterschaften 2009 in Turin. Bei den Weltmeisterschaften 2009 in Berlin belegte sie mit 6,62 m den achten Platz.
Nach langjähriger Pause als Leichtathletin, startete Balta bei den Leichtathletik-Hallenweltmeisterschaften 2016 in Portland und erreichte dort im Finale den siebten Platz. Bei den Europameisterschaften in Amsterdam verpasste sie als Vierte nur knapp eine Medaille. Malaika Mihambo hatte dieselbe Weite von 6,65 m aber den besseren Zweitversuch. Dank ihrer Leistungen konnte sie sich für die Olympischen Spiele in Rio de Janeiro qualifizieren, bei denen sie im Finale  den sechsten Platz erreichen konnte. 2017 erzielte sie im Finale bei den Leichtathletik-Halleneuropameisterschaften den fünften Platz mit 6,79 m. Bei den Hallenweltmeisterschaften 2018 in Birmingham erreichte sie mit 6,57 m den achten Platz. Im Sommer gelangte sie bei den Europameisterschaften in Berlin bis in das Finale und klassierte sich dort mit einer Weite von 6,49 m auf dem sechsten Platz. 2021 durfte sie dank einer Wildcard an den Olympischen Sommerspielen in Tokio an den Start gehen, schied dort aber ohne einen gültigen Versuch in der Qualifikationsrunde aus.
In den Jahren von 2006 bis 2008, 2013, 2016 und 2020 wurde Balta estnische Meisterin im 100-Meter-Lauf sowie 2008 und 2013 auch über 200 Meter. 2008, 2010. 2015, 2016 und 2019 siegte sie im Weitsprung. In der Halle siegte sie 2008, 2016 und 2017 im 60-Meter-Lauf sowie 2008, 2010, 2020 und 2021 im Weitsprung.

## Persönliche Bestleistungen
- 100 Meter: 11,35 s (+ 1,3 m/s), 15. Juni 2014 in Tartu (estnischer Rekord)
  - 50 Meter (Halle): 6,35 s, 28. Februar 2008 in Kuressaare (estnischer Rekord)
  - 60 Meter (Halle): 7,29 s, 27. Februar 2016 in Tallinn (estnischer Rekord)
- 200 Meter: 23,05 s (+ 1,3 m/s), 1. Juli 2006 in Arles (estnischer Rekord)
  - 60 m Hürden (Halle): 8,16 s, 20. Januar 2019 in Tallinn (estnischer Rekord)
- Weitsprung: 6,87 m (+ 0,1 m/s), 8. August 2010 in Tallinn (estnischer Rekord)
  - Weitsprung (Halle): 6,87 m, 7. März 2009 in Turin (estnischer Rekord)
- Siebenkampf: 6180 Punkte, 2. Juli 2006 in Arles
  - Fünfkampf (Halle): 4015 Punkte, 7. Januar 2005 in Tallinn

## Auszeichnungen
- Estlands Sportlerin des Jahres 2009[5] und 2016